# Liga Nacional de Guatemala 1993-94
La Liga Nacional de Guatemala 1993/94 es el cuadragésimo segundo torneo de Liga de fútbol de Guatemala. El campeón del torneo fue el Municipal, consiguiendo su décimo quinto título de liga.

## Formato
El formato del torneo era de todos contra todos a dos vueltas, donde los primeros seis lugares clasificaban a una hexagonal por el título, el campeón se definía entre el campeón de la fase regular y el campeón de la hexagonal mediante serie final, ida y vuelta.  El último lugar de la fase de clasificación definiría con el último lugar de la liguilla a partido único en cancha neutral, el descenso a la categoría inmediata inferior.
Por ganar el partido se otorgaban 2 puntos, si era empate era un punto, por perder el partido no se otorgaban puntos.

## Equipos participantes
| Club                                   | Ciudad              | Departamento   | Estadio                            | Capacidad |
| -------------------------------------- | ------------------- | -------------- | ---------------------------------- | --------- |
| Aurora Fútbol Club                     | Ciudad de Guatemala | Guatemala      | Estadio del Ejército               | 13.300    |
| Club Social y Deportivo Comunicaciones | Ciudad de Guatemala | Guatemala      | Estadio Mateo Flores               | 25.000    |
| Club Social y Deportivo Municipal      | Ciudad de Guatemala | Guatemala      | Estadio Mateo Flores               | 25.000    |
| Club Social y Deportivo Suchitepéquez  | Mazatenango         | Suchitepéquez  | Estadio Carlos Salazar Hijo        | 10.000    |
| Deportivo Amatitlán                    | Amatitlán           | Guatemala      | Estadio Guillermo Slowing          | 12.000    |
| Deportivo Chiquimulilla                | Chiquimulilla       | Santa Rosa     | Estadio Los Conacastes             | 5.000     |
| Deportivo Escuintla                    | Escuintla           | Escuintla      | Estadio Armando Barillas           | 10.000    |
| Deportivo Mictlán                      | Asunción Mita       | Jutiapa        | Estadio La Asunción                | 3.000     |
| Deportivo Sacachispas                  | Chiquimula          | Chiquimula     | Estadio Las Victorias              | 9.000     |
| Izabal J.C.                            | Puerto Barrios      | Izabal         | Estadio Roy Fearon                 | 10.000    |
| Juventud Retalteca                     | Retalhuleu          | Retalhuleu     | Estadio Óscar Monterroso Izaguirre | 8.000     |
| Xelajú Mario Camposeco                 | Quetzaltenango      | Quetzaltenango | Estadio Mario Camposeco            | 11.200    |

### Equipos por Departamento
| Departamento   | N.º | Equipos                                      |
| -------------- | --- | -------------------------------------------- |
| Guatemala      | 4   | Amatitlán, Aurora, Comunicaciones, Municipal |
| Chiquimula     | 1   | Sacachispas                                  |
| Escuintla      | 1   | Escuintla                                    |
| Izabal         | 1   | Izabal J.C.                                  |
| Jutiapa        | 1   | Deportivo Mictlán.                           |
| Retalhuleu     | 1   | Juventud Retalteca                           |
| Santa Rosa     | 1   | Chiquimulilla                                |
| Quetzaltenango | 1   | Xelajú                                       |
| Suchitepéquez  | 1   | Suchitepéquez                                |

## Fase de clasificación
|  | Pos. | Equipos                  | PJ | PG | PE | PP | GF | GC | Dif. | PTS | Clasificación                          |
|  | ---- | ------------------------ | -- | -- | -- | -- | -- | -- | ---- | --- | -------------------------------------- |
|  | 1º   | Municipal                | 22 | 14 | 7  | 1  | 54 | 17 | +37  | 35  | Hexagonal final y final del campeonato |
|  | 2º   | Sacachispas              | 21 | 8  | 12 | 1  | 35 | 14 | +21  | 28  | Hexagonal final                        |
|  | 3º   | Comunicaciones           | 22 | 10 | 8  | 4  | 35 | 26 | +9   | 28  | Hexagonal final                        |
|  | 4º   | Suchitepéquez            | 21 | 8  | 9  | 4  | 31 | 24 | +7   | 25  | Hexagonal final                        |
|  | 5º   | Aurora                   | 22 | 8  | 9  | 5  | 25 | 25 | 0    | 25  | Hexagonal final                        |
|  | 6º   | Escuintla                | 22 | 7  | 8  | 7  | 25 | 28 | -3   | 22  | Hexagonal final                        |
|  | 7º   | Chiquimulilla            | 22 | 8  | 5  | 9  | 29 | 28 | +1   | 21  | Hexagonal por la permanencia           |
|  | 8º   | Mictlán                  | 22 | 5  | 10 | 7  | 32 | 33 | -1   | 20  | Hexagonal por la permanencia           |
|  | 9°   | Izabal Juventud Católica | 22 | 5  | 9  | 8  | 32 | 40 | -8   | 19  | Hexagonal por la permanencia           |
|  | 10º  | Amatitlán                | 22 | 6  | 5  | 11 | 22 | 37 | -15  | 17  | Hexagonal por la permanencia           |
|  | 11°  | Xelajú MC                | 22 | 2  | 10 | 10 | 25 | 39 | -14  | 14  | Hexagonal por la permanencia           |
|  | 12°  | Juventud Retalteca       | 22 | 2  | 4  | 16 | 21 | 53 | -32  | 8   | Playoffs de descenso                   |
|  |      |                          |    |    |    |    |    |    |      |     |                                        |

## Fase final

### Hexagonal Final
|  | Pos. | Equipos        | PJ | PG | PE | PP | GF | GC | Dif. | PTS | Clasificación        |
|  | ---- | -------------- | -- | -- | -- | -- | -- | -- | ---- | --- | -------------------- |
|  | 1º   | Municipal      | 10 | 4  | 4  | 2  | 29 | 7  | +22  | 12  | Final del campeonato |
|  | 2º   | Escuintla      | 10 | 4  | 4  | 2  | 10 | 11 | -1   | 12  |                      |
|  | 3º   | Comunicaciones | 10 | 3  | 5  | 2  | 10 | 9  | +1   | 11  |                      |
|  | 4º   | Aurora         | 10 | 3  | 5  | 2  | 7  | 9  | -2   | 11  |                      |
|  | 5º   | Sacachispas    | 10 | 2  | 3  | 5  | 8  | 10 | -2   | 7   |                      |
|  | 6º   | Suchitepéquez  | 10 | 2  | 3  | 5  | 6  | 24 | -18  | 7   |                      |
|  |      |                |    |    |    |    |    |    |      |     |                      |

## Campeón
| Campeón Temporada 1993-94 |
| Municipal 15º Título      |
| ------------------------- |

## Hexagonal por la permanencia[3]
|  | Pos. | Equipos                  | PJ | PG | PE | PP | GF | GC | Dif. | PTS | Clasificación        |
|  | ---- | ------------------------ | -- | -- | -- | -- | -- | -- | ---- | --- | -------------------- |
|  | 1º   | Chiquimulilla            | 10 | 6  | 3  | 1  | 22 | 7  | +15  | 15  |                      |
|  | 2º   | Mictlán                  | 10 | 4  | 3  | 3  | 13 | 12 | +1   | 11  |                      |
|  | 3º   | Izabal Juventud Católica | 10 | 2  | 7  | 1  | 9  | 8  | +1   | 11  |                      |
|  | 4º   | Juventud Retalteca       | 10 | 4  | 2  | 4  | 14 | 16 | -2   | 10  |                      |
|  | 5º   | Xelajú MC                | 10 | 2  | 3  | 5  | 11 | 15 | -4   | 7   |                      |
|  | 6º   | Amatitlán                | 10 | 2  | 2  | 6  | 8  | 19 | -11  | 6   | Playoffs de descenso |
|  |      |                          |    |    |    |    |    |    |      |     |                      |

Partido extra: Juventud Retalteca vs Deportivo Amatitlán: Ganador Deportivo Amatitlán.
| Descenso - 1993-94                            |
| --------------------------------------------- |
| Juventud Retalteca Primera División B 1994-95 |

## Torneos internacionales
|  | Pos. | Equipos        | PJ | PG | PE | PP | GF | GC | Dif. | PTS | Clasificación                                        |
|  | ---- | -------------- | -- | -- | -- | -- | -- | -- | ---- | --- | ---------------------------------------------------- |
|  | 1º   | Municipal      | 10 | 4  | 4  | 2  | 29 | 7  | +22  | 12  | Copa de Campeones de la Concacaf 1995 - Segunda fase |
|  | 2º   | Escuintla      | 10 | 4  | 4  | 2  | 10 | 11 | -1   | 12  |                                                      |
|  | 3º   | Comunicaciones | 10 | 3  | 5  | 2  | 10 | 9  | +1   | 11  | Copa de Campeones de la Concacaf 1995 - Primera fase |
|  | 4º   | Aurora         | 10 | 3  | 5  | 2  | 7  | 9  | -2   | 11  | Recopa de la Concacaf 1994 - Cuartos de final        |
|  | 5º   | Sacachispas    | 10 | 2  | 3  | 5  | 8  | 10 | -2   | 7   |                                                      |
|  | 6º   | Suchitepéquez  | 10 | 2  | 3  | 5  | 6  | 24 | -18  | 7   |                                                      |
|  |      |                |    |    |    |    |    |    |      |     |                                                      |